# シティコネクション (企業)
株式会社シティコネクション（CITY CONNECTION）は、東京都中央区東日本橋に所在するコンピュータゲーム開発・販売会社。コンピュータエンターテインメント協会正会員。かつて存在したゲーム開発会社であるジャレコの知的財産権を所有している。また、コンピュータゲームのサウンドトラックの制作も行っている。

## 概要
2005年4月、TSUTAYAのバイヤーをしていた吉川延宏が兼業で設立した。元々は販促物制作など、TSUTAYAの関連事業を主にしていた（下記の事業開始後も引き続き行っている）。社名は、ジャレコのビデオゲーム『シティコネクション』に因むものであり、創業者の吉川が幼い頃好きだったという理由でつけたものである。後に同社は、同作品を含むジャレコの知的財産権を保有することになるが、創業の時点ではゲーム事業とは無関係だった。
バイヤーとしてラインナップに不満を感じたことから、コンピュータゲームのサウンドトラックCDの制作を始める。2011年1月に発売された第1弾がジャレコ作品のコンピレーションであったことから、ゲーム『シティコネクション』のヒロイン・クラリスにちなみ、レーベル名をクラリスディスクとする。
2013年夏、ジャレコの知的財産権（ライセンス）を継承する。クラリスゲームス名義で、家庭用ゲーム機・スマートフォン向けにジャレコのゲームライセンスを他社に貸与するようになった。また、2016年にはスターフィッシュ・エスディから『星をみるひと』のライセンスも取得しているほか、ゲームアーカイブスでは『クーロンズゲート』など木村央志関連作品の配信元になっている。
2016年12月、甲南電機製作所との資本業務提携で開発会社のノーティを設立。2017年3月、『そるだむ 開花宣言』（『ソルダム』のリメイク移植）で自社パブリッシングを開始。
2018年12月25日、コンテンツライツマネジメントを行なっているダブルエルがシティコネクション株式の51%を取得し、子会社化。
2019年3月29日、彩京コンテンツなどを扱うゼロディブの全株式を取得し、完全子会社化。
2021年1月、代表の吉川がMBOを実施しダブルエルから全株式を買い戻す。
2025年1月14日、エディアよりゼロディブの株式を取得し子会社化するとの基本合意書の締結決定が発表される。同年2月28日付でゼロディブのエディアへの譲渡が成立。